# Hillsboro, North Dakota
Hillsboro är administrativ huvudort i Traill County i North Dakota. Orten har fått sitt namn efter järnvägsdirektören James J. Hill. Enligt 2020 års folkräkning hade Hillsboro 1 649 invånare.